# Лукін
Лукін (ісп. Luquin) — муніципалітет в Іспанії, у складі автономної спільноти Наварра. Населення — 146 осіб (2009).
Муніципалітет розташований на відстані близько 280 км на північний схід від Мадрида, 43 км на південний захід від Памплони.

## Демографія
Динаміка населення (INE ):

## Галерея зображень

Розташування муніципалітету